# Kolveren (plaats)
Kolveren is een gehucht in de Belgische gemeente Zonhoven. Het ligt ten noordwesten van het centrum van Zonhoven.
Ten noorden van Kolveren loopt de Laambeek en loopt de autosnelweg A2/E314.
In de omgeving van Kolveren liggen veel natuurgebieden, zoals de reservaten Kolveren, Laambroeken en het domein van Kasteel Vogelsanck.
Aan de Kolverenschansweg bevond zich vanouds de Kolverenschans, welke de bewoners van Kolveren bescherming bood als rondtrekkende troepen het gebied onveilig maakten.